# Evgenij Kozulin
Evgenij Sergeevič Kozulin (in russo Евгений Сергеевич Козулин?; 3 febbraio 1988) è un pattinatore di short track russo.

## Palmarès

### Europei
- 4 medaglie:
  - 1 oro (staffetta a Malmö 2013);
  - 2 argenti (staffetta a Heerenveen 2011; staffetta a Mladá Boleslav 2012);
  - 1 bronzo (1000 m a Mladá Boleslav 2012).